# Vagula
Vagula – wieś w Estonii, w prowincji Võru, w gminie Võru. Miejscowość położona jest na północ od jeziora Vagula.